# Hugo Arnold
Anton Ferdinand Grnst Hermann Hugo Arnold (* 11. Januar 1861 in Freising; † 1940 in München) war ein deutscher Jurist. Er war Präsident der Bayerischen Staatsbank.

## Leben
Er war der Sohn der Oberlandesgerichtsappellationsrates Friedrich Arnold und dessen Ehefrau Elisa geborene Rutz. Der spätere Senatspräsident Clemens Arnold (1854–1930) war sein älterer Bruder.
Nach dem Gymnasium besuchte Hugo Arnold ab 1879 die Universität München, wo er bis 1883 Rechtswissenschaften studierte. 1888 erhielt er eine Anstellung an der Königlichen Bankdirektion in Nürnberg. 1890 wurde er zum Regierungsassessor und Fiskaladjunkt und 1896 zum Regierungsrat ernannt. 1898 wurde Hugo Arnold Königlicher Bankkonsulent und 1911 Oberregierungsrat.
Ab 1. Mai 1919 übernahm Hugo Arnold als bisheriger Bankkonsulent das Präsidentenamt der Bayerischen Staatsbank in Nürnberg. Im September 1920 wechselte er als Bankpräsident nach München, wo er sich ab 1. Januar 1928 zur Ruhe setzte.
Er war Mitglied von Aufsichtsräten verschiedener industrieller Unternehmen, dazu gehörte beispielsweise die Amperwerke Elektricitäts-Aktiengesellschaft.
Hugo Arnold lebte mit seiner Familie in den Trautenwolfstraße 3 in München. Nach seinem Tod 1940 wurde er im Familiengrab auf dem Nordfriedhof in Schwabing beigesetzt. Das Grabmal ist noch erhalten.

## Familie
Hugo Arnold heiratete Margarete geborene Wilhelm (1877–1955).